# Czarbach
Czarbach (orm. Չարբախ) – stacja metra w Erywaniu, oddana do użytku 26 grudnia 1996. Do tej stacji kursuje szynobus po linii bocznej, prowadzącej ze stacji Szengawit. 